# Kaliapsis permollis
Kaliapsis permollis är en svampdjursart som beskrevs av Topsent 1890. Kaliapsis permollis ingår i släktet Kaliapsis och familjen Phymaraphiniidae.
Artens utbredningsområde är havet kring Madagaskar. Inga underarter finns listade i Catalogue of Life.